# Mi va di cantare
Mi va di cantare è un brano musicale composto da Vincenzo Buonassisi, Giorgio Bertero, Marino Marini e Aldo Valleroni, presentato al Festival di Sanremo 1968 nell'interpretazione in abbinamento di Lara Saint Paul e Louis Armstrong.

## Il brano
Il brano, nonostante le ottime esibizioni di entrambi i cantanti, arriva penultimo nella classifica dei 14 brani finalisti sanremesi.

## 45 giri
Dopo il Festival esce il singolo di Lara Saint Paul, che contiene sul lato b Domenica pomeriggio. La copertina del disco è disegnata da Daniele Usellini. Il 45 giri di Louis Armstrong associa invece questo brano a Grassa e bella, scritta da Leo Chiosso e Gorni Kramer.

## Traduzioni
Viene tradotta in spagnolo per la cantante.

## Tributi
Giò Di Tonno interpreta Louis Armstrong in Mi va di cantare e What a Wonderful World nel programma televisivo Tale e quale show condotto da Carlo Conti, vincendo la puntata.